# Lycosa bhatnagari
Lycosa bhatnagari este o specie de păianjeni din genul Lycosa, familia Lycosidae, descrisă de Sadana, 1969. Conform Catalogue of Life specia Lycosa bhatnagari nu are subspecii cunoscute.